# Urosigalphus neoarmatus
Urosigalphus neoarmatus är en stekelart som beskrevs av Gibson 1972. Urosigalphus neoarmatus ingår i släktet Urosigalphus och familjen bracksteklar. Inga underarter finns listade i Catalogue of Life.